# Canal Moraleda
Canal Moraleda är ett sund i Chile.   Det ligger i Región de Aisén, i den södra delen av landet, 1 300 km söder om huvudstaden Santiago de Chile.